# Окончательный монтаж (фильм, 2004)
«Окончательный монтаж» (англ. The Final Cut, иногда даётся под названием «Последний штрих») — фантастическо-психологический триллер Омара Наима с Робином Уильямсом в главной роли.

## Сюжет
В недалёком будущем большинство людей живут со вживлёнными в мозги чипами, фиксирующими все моменты жизни человека от его рождения до смерти. Алан Хэкмэн (Робин Уильямс) — монтажёр, «склеивающий» окончательный вариант человеческой жизни, имеет доступ к любому её моменту. Услугами Алана пользуются все желающие смонтировать небольшой фильм о жизни покойного, в мозг которого был вживлён чип, фиксирующий всё, что слышит и видит его носитель. Из всего увиденного Алан отбирает наиболее светлые моменты и составляет из них «ретро память», которую впоследствии показывают всем желающим. Проблемы у Алана начались, когда ему был сделан заказ от жены одного знаменитого покойного юриста — за чипом с памятью юриста начал охотиться бывший ассистент монтажера Флетчер (Джеймс Кэвизел), чтобы получить подлинную информацию о его жизни и сообщить о ней в прессу. Параллельно показаны мучения Алана: его всю жизнь преследует чувство вины. В детстве они с другом играли на заброшенном заводе, друг упал с большой высоты, а Алан не смог помочь ему. Он пытается вспомнить, что же именно произошло в его детстве, ведь, оказывается, в мозг Алана тоже внедрён чип, о котором он до недавнего времени и не подозревал.

## В ролях
| Актёр             | Роль                |
| ----------------- | ------------------- |
| Робин Уильямс     | Алан Хэкмэн         |
| Мира Сорвино      | Делила              |
| Джеймс Кэвизел    | Флетчер             |
| Лиэнн Адати       | Натали              |
| Стефан Арнгрим    | Оливер              |
| Кристофер Бриттон | Джейсон Монро       |
| Мими Кузык        | Телма               |
| Брендан Флетчер   | Майкл               |
| Стефани Романов   | Дженнифер Бэннистер |
| Женевьев Бюхнер   | Изабель Бэннистер   |

## Критика
Роджер Эберт поставил 3 из 4 звезд и написал, что «фильм так и не находит выхода из дилемм, которые он создает, но игра Уильямса спасает его от этих проблем». Лесли Фелперин из Variety написала, что у фильма «сильные визуальные эффекты», но назвала его «клишированным и плохо сыгранным». Кевин Томас из Los Angeles Times написал, что фильм «не соответствует своей многообещающей предпосылке».

## Награды и номинации

### Награды
- 2004 — Премия Берлинский кинофестиваль
  - Номинации — Золотой Медведь